# Đại học Khoa học Tự nhiên và Nhân văn Siedlce
Đại học Khoa học Tự nhiên và Nhân văn Siedlce  (tiếng Ba Lan: Uniwersytet Przyrodniczo-Humanistyczny w Siedlcach) là một tổ chức giáo dục đại học ở Siedlce, Ba Lan. Nó được thành lập vào ngày 1 tháng 10 năm 2010 bởi quyết định của Quốc hội được ký bởi Tổng thống Cộng hòa Ba Lan Bronisław Komorowski. Tên trước đây của trường đại học là 'Akademia Podlaska w Siedlcach', trong tiếng Anh có tên chính thức là Đại học Podlasie.
Lịch sử của tổ chức học thuật ở Siedlce bắt đầu vào năm 1969. Nó đã có bốn danh hiệu trước đó:
- 1969 -1974: Wyższa Szkoła Nauczycielska ("Đại học Giáo dục")
- 1974 -1977: Wyższa Szkoła Pedagogiczna ("Đại học sư phạm")
- 1977 -1999: Wyższa Szkoła Rolniczo-Pedagogiczna ("Đại học Nông nghiệp và Sư phạm")
- 1999 -2010: Akademia Podlaska ("Đại học Podlaska")
- 2010 trở đi: Uniwersytet Przyrodniczo-Humanistyczny ("Đại học Khoa học Tự nhiên và Nhân văn")

Trường có bốn khoa gồm: Khoa học tự nhiên, Nhân văn, Khoa học chính xác, Luật và Nghiên cứu kinh tế.
Trường đại học này đủ điều kiện để cấp bằng tiến sĩ về nông học, sinh học, hóa học, lịch sử, khoa học an toàn và động vật học.